# Ingo Metzmacher – Ein deutscher Dirigent
Ingo Metzmacher – Ein deutscher Dirigent ist ein Dokumentarfilm von Sigrun Matthiesen, der im Auftrag des ZDF und arte (Redaktion: Christopher Janssen) von Studio.TV.Film produziert wurde und am 21. März 2011 auf Arte ausgestrahlt wurde.

## Inhalt
Die Dokumentation beschreibt Ingo Metzmacher als einen Künstler, der die Musik als wesentlichen Teil gesellschaftlicher Kommunikation, als Sprache mit eigener Botschaft betrachtet und der als Dirigent somit einen diskursiven Ansatz verfolgt. Metzmacher gilt als gefragter Experte für die Musik des 20. Jahrhunderts und sieht Musik nicht nur als individuelle, seelische Erfahrung, sondern auch als Reflexion kollektiver Zusammenhänge. Frei nach Dmitri Schostakowitsch folgt er dem Gedanken der universellen Verbundenheit zwischen Zuhörer und künstlerischer Avantgarde. Der Dokumentarfilm porträtiert Metzmacher, der von 2007 bis 2010 Chefdirigent und Künstlerischer Leiter des Deutschen Symphonieorchesters Berlin (DSO) war, als einen „deutschen Dirigenten“, der sich mit der Gesellschaft auseinandersetzt und sein Publikum herausfordert.
Im Film werden innovative Konzertereignisse wie Arnold-Schönberg-Werke im Kunsthaus Tacheles und Kurt Weills Die sieben Todsünden in der Accademia Nazionale di Santa Cecilia mit Marianne Faithfull im April 2009 in Rom gezeigt.

## Hintergrund
Ingo Metzmacher – Ein deutscher Dirigent wurde unter dem Arbeitstitel Ingo Metzmacher - Man on a Mission 2009 bei Studio.TV.Film GmbH produziert.

## Kritiken
Christine Lemke-Matwey vom Tagesspiegel schrieb: Ein deutscher Dirigent dieser „Titel ist natürlich Provokation. Kaum ein Dirigent der mittleren Generation dürfte dem Verdacht des Tümlichen oder Tümelnden ferner stehen als Ingo Metzmacher. Aber wer sagt denn, dass ‚das Deutsche‘ per se so sei und nur so?“
Die ARD beschrieb das Werk mit den Worten: „Der Film begleitet den Dirigenten in einer Umbruchphase und zeigt ihn mit dem DSO in Berlin sowie mit internationalen Orchestern und Stars. Zugleich taucht er ein in die Geschichte des Musikers, dessen Vater diesem Vorbild und Rätsel zugleich war. Eine Geschichte, die von Hannover nach Italien führt, wo Metzmacher im politisch denkenden Komponisten Luigi Nono seinen geistigen Ziehvater finden sollte. Sigrun Matthiesens Porträt kommt der Gedankenwelt des Dirigenten auf einzigartige Weise nahe.“
Für Sigrun Matthiesen von der Internetplattform capriccio-kulturforum.de war „Der bewegenste Moment des Film [sic!] […] Metzmachers bericht über seine Begegnung mit dem alternden Luigi Nono und dessen Wirkung auf ihn und sein Musikempfinden, die Metzmacher die Tränen in die Augen treibt.“